# Ligne 164 (chemin de fer slovaque)
Pour les articles homonymes, voir Ligne 164.
La ligne 164 des chemins de fer slovaque relie Fiľakovo à Somoskőújfalu en Hongrie.

## Histoire
La ligne Fiľakovo - Somoskőújfalu a été ouverte le 4 mai 1871. Il fait partie de l'axe partant de Budapest vers le nord via Salgótarján - Fiľakovo - Lučenec - Zvolen - Vrútky.